# Nati per niente
Nati per niente è il secondo album del gruppo Oi! bolognese Nabat, pubblicato nel 1996 dall'etichetta Banda Bonnot.
Dopo lo scioglimento avvenuto nel 1987, i Nabat tornano in studio per registrare questo album, il cui ricavato andrà alla famiglia del loro manager Tiziano Ansaldi scomparso poco prima.

## Tracce
1. Vasco Q8
2. Decidi per me
3. Nichilistaggio
4. No armi
5. Cronaca di un uomo ferito
6. Corri randagio
7. Tiramolla wizard
8. Cosa rimane
9. Iqbal masih
10. Nati per niente
11. Nabat combo
12. Via di qui
13. Ti sei fermato ad ascoltare mai?